# Маняченко Анатолій Олексійович
Маняченко Анатолій Олексійович (* 27 березня 1940, Звенигородка, Черкаська область) — український співак (бас), з 1978 — народний артист Української РСР.
З 1964 року — соліст Ансамблю пісні і танцю Київського військового округу, та оперної студії Київської консерваторії.
1969 року закінчив Київську консерваторію.
У 1970–1980-их роках соліст в Ансамблі пісні і танцю Київського воєнного округу.